# Alexei von Lampe
Pour les articles homonymes, voir Lampe (homonymie).
 (octobre 2010).
Si vous disposez d'ouvrages ou d'articles de référence ou si vous connaissez des sites web de qualité traitant du thème abordé ici, merci de compléter l'article en donnant les références utiles à sa vérifiabilité et en les liant à la section « Notes et références ».
Alexei Alexandrovitch von Lampe (russe : Алексей Александрович фон Лампе, 1885-1967) est un général russe, figure marquante des Armées blanches. Il a participé à la Première Guerre mondiale, la guerre civile russe, la Seconde Guerre mondiale. Après la Seconde Guerre mondiale, il est devenu président de l'Union générale des combattants russes, une association regroupant les anciens militaires russes blancs.

## Formation
Alexei von Lampe étudie au premier corps des cadets de Saint-Pétersbourg (1902), à l’académie du génie Nicolas (1904) et à l’académie militaire de l’état-major général (1913).
Il participe à la guerre russo-japonaise au sein du 6e bataillon de sapeurs. De 1908 à 1910 il sert dans le régiment de la garde Semionovsky.
Pendant la Première Guerre mondiale il est affecté à l’état-major du 18e corps d’armée et obtient une arme de Saint-Georges et l’ordre de Saint-Vladimir pour ses actions.

## Guerre civile
Pendant la guerre civile russe, il publie les journaux Renaissance (russe : Возрождение) et Grande Russie (russe : Великая Россия), et participe à la création de l'Armée des volontaires au quartier général de l'armée du Caucase.

## Émigration
En 1920, le général von Lampe est envoyé à Constantinople, où il est impliqué dans l'approvisionnement de l'armée russe. En 1922, il émigre à Berlin. Il publie une collection de documents, L'archive blanc en 7 volumes.

## Seconde Guerre mondiale
Pendant la Seconde Guerre mondiale, il est engagé dans l'organisation de la Croix-Rouge pour aider les immigrants russes en captivité allemande. Von Lampe essaye de persuader Hitler que les immigrants russes sont prêts à se battre pour la Russie contre le bolchévisme.

## Président de la l'Union générale des combattants russes
En 1950, von Lampe s'installe à Paris et dirige l'Union générale des combattants russes. Il en est président jusqu'à sa mort en 1967. Il est enterré au cimetière russe de Sainte-Geneviève-des-Bois.